# Enrique Barros
Enrique Barros (Córdoba, 6 de septiembre de 1893; Córdoba, 25 de marzo de 1961) fue un dirigente estudiantil y médico neurólogo argentino. Se destacó como dirigente de la Reforma Universitaria de 1918, iniciada en Córdoba y fue uno de los miembros del triunvirato que condujo la Federación Universitaria de Córdoba (FUC) durante su primer año de existencia. Durante la rebelión reformista, siendo aún estudiante, fue designado por la FUC para hacerse cargo de la Facultad de Medicina; poco después fue atacado por un grupo de choque católico, que le causó graves lesiones cerebrales. Cómo médico se destacó por sus estudios sobre la psitacosis, llegando a ser propuesto para recibir el Premio Nobel.
Su hermano, José Benjamín Barros, también fue dirigente estudiantil durante la Reforma Universitaria de 1918 y fue elegido rector de la Universidad Nacional de Córdoba en 1931.

## Biografía
Enrique Barros nació en 1893. A comienzos de la década de 1910 comenzó a estudiar Medicina en la Universidad Nacional de Córdoba. Con una marcha estudiantil realizada el 3 de marzo de 1918 se inicia la protesta estudiantil que habrá de eclosionar en la insurrección del 15 de junio, fechando la Reforma Universitaria de 1918. El 21 de mayo de 1918, Barros ya aparece en los documentos históricos como uno de los miembros del Comité Pro Reforma, que firman el telegrama dirigido al presidente Hipólito Yrigoyen. Pocos días después, el 16 de mayo el Comité Pro Reforma se transformó en la Federación Universitaria de Córdoba (FUC), conducida por un triunvirato integrado por Enrique Barros, Horacio Valdés e Ismael Bordabehere. Desempeñará ese cargo durante un año.
En julio de 1918, Barros se destaca en la organización del Primer Congreso Nacional de Estudiantes y es designado para hacerse cargo de la representación de la FUC ante el presidente Yrigoyen; en esa función será quien acuerde con Yrigoyen los términos de la intervención de la Universidad por el ministro José S. Salinas. Simultáneamente es uno de los fundadores de la Federación de Asociaciones Culturales, presidida por el médico Gregorio Bermann, cuyo fin es estrechar lazos entre el movimiento estudiantil y el movimiento obrero. En ese marco establece una fuerte amistad derivada de similares puntos de vista científicos, políticos e ideológicos con Gregorio Bermann, que duraría toda la vida.
El 9 de septiembre de 1918, durante la rebelión reformista y siendo aún estudiante, fue designado por la FUC para hacerse cargo de la Facultad de Medicina, cargo que desempeña durante tres días hasta que el Ejército desalojó a los ocupantes, siendo Barros uno de los detenidos y acusados de sedición ante los tribunales militares.
El 26 de octubre de 1918, mientras hacía guardia en el Hospital de Clínicas, fue atacado con barras de hierro por un grupo de choque católico, que le causó graves lesiones cerebrales, de las que nunca se recuperó totalmente. El atentado contra Barros generó un amplio movimiento nacional de solidaridad con su salud y repudio contra los autores y sus instigadores.

Una vez recuperado visita Buenos Aires, donde el poeta Leopoldo Lugones le entrega una proclama inédita titulada "Democracia Argentina Revolucionaria", en la que Lugones propone impulsar en Argentina un régimen similar al de los sóviets de la reciente Revolución rusa. En 1931, cuando Lugones había apoyado públicamente la primera dictadura argentina, luego de derrocar al gobierno constitucional de Yrigoyen, Barros publicó ese texto en La Vanguardia, sin autorización de Lugones.
En abril de 1920 Barros se recibió de médico. Durante ese año trabajó en un pequeño hospital del pueblo Los Surgentes y luego viajó a Alemania para especializarse en neurología en la Universidad de Friburgo. En ese momento debate también con el diputado socialista Nicolás Repetto, declarándose partidario de un socialismo revolucionario, como el que promovía Gregorio Bermann y la revista Insurrexit.
Desde Alemania Barros se concentra en elevar el nivel científico de la Universidad Nacional de Córdoba. Envía más de setenta trabajos de científicos europeos de primera línea para su publicación en la revista de la UNC. También promueve la contratación de investigadores de prestigio mundial, consiguiendo que el economista marxista Alfons Goldschmidt y el médico pacifista Georg Nicolai, dictaran clases en la UNC. Promueve nuevos formatos de universidad, impulsando talleres universitarios en los que se enseñaran oficios a los estudiantes.
En 1923 vuelve a la Argentina e instala un consultorio en el centro de la ciudad de Córdoba, donde se hizo célebre su postura de no cobrar honorarios a los pobres. En 1925 funda junto con Deodoro Roca la sección cordobesa de la Unión Latinoamericana. En 1933 funda junto con Gregorio Bermann el Instituto Neuropático de Córdoba y en 1935, nuevamente con Deodoro Roca, el Comité Pro Paz de América y su revista Flecha, dirigida por este último. En la década de 1930, Barros, Roca y Bermann se mantienen cercanos, formando parte de organizaciones antifascistas. Cuando Deodoro Roca muere en 1942, Barros es su médico de cabecera y quien desmiente la versión de que el padre de la Reforma Universitaria se arrepintió de su público ateísmo, minutos antes de morir.
En la década de 1940 se entregó de lleno a la atención de su consultorio y a la investigación. A fines de la década de 1920 el mundo había sufrido una pandemia cuya causa no pudo ser reconocida. En 1940 un nuevo brote de la misma apareció en Buenos Aires y Córdoba. Su investigación lo llevó a descubrir que la enfermedad había sido transmitida por aves tropicales que habían sido objeto de una exposición internacional. El descubrimiento le valió reconocimiento mundial, la invitación a exponer en los principales centros médicos de Europa y la postulación al Premio Nobel.
En 1957 Barros reaparece en la vida pública presidiendo el Comité Cordobés para la Libertad de la Cultura, con sus compañeros reformistas Gumersindo Sayago y Santiago Montserrat, como vicepresidentes. El 3 de octubre de 1958, en plena conflicto "Laica o libre" contra la decisión del presidente Arturo Frondizi y su ministro de Educación, el histórico reformista Gabriel del Mazo, Barros habló en el acto de la FUC en homenaje al 40.º aniversario de la Reforma Universitaria, pronunciando un difundido discurso conocido como "Los cachorros de la Reforma".
Muere siete años después, en 1961.

## Relaciones familiares
Su hermano, José Benjamín Barros, también fue dirigente estudiantil durante la Reforma Universitaria de 1918 y fue elegido rector de la Universidad Nacional de Córdoba en 1931.

## Memoria
Una agrupación universitaria reformista de la Universidad Nacional de La Rioja, lleva su nombre.